# Est! Est!! Est!!!

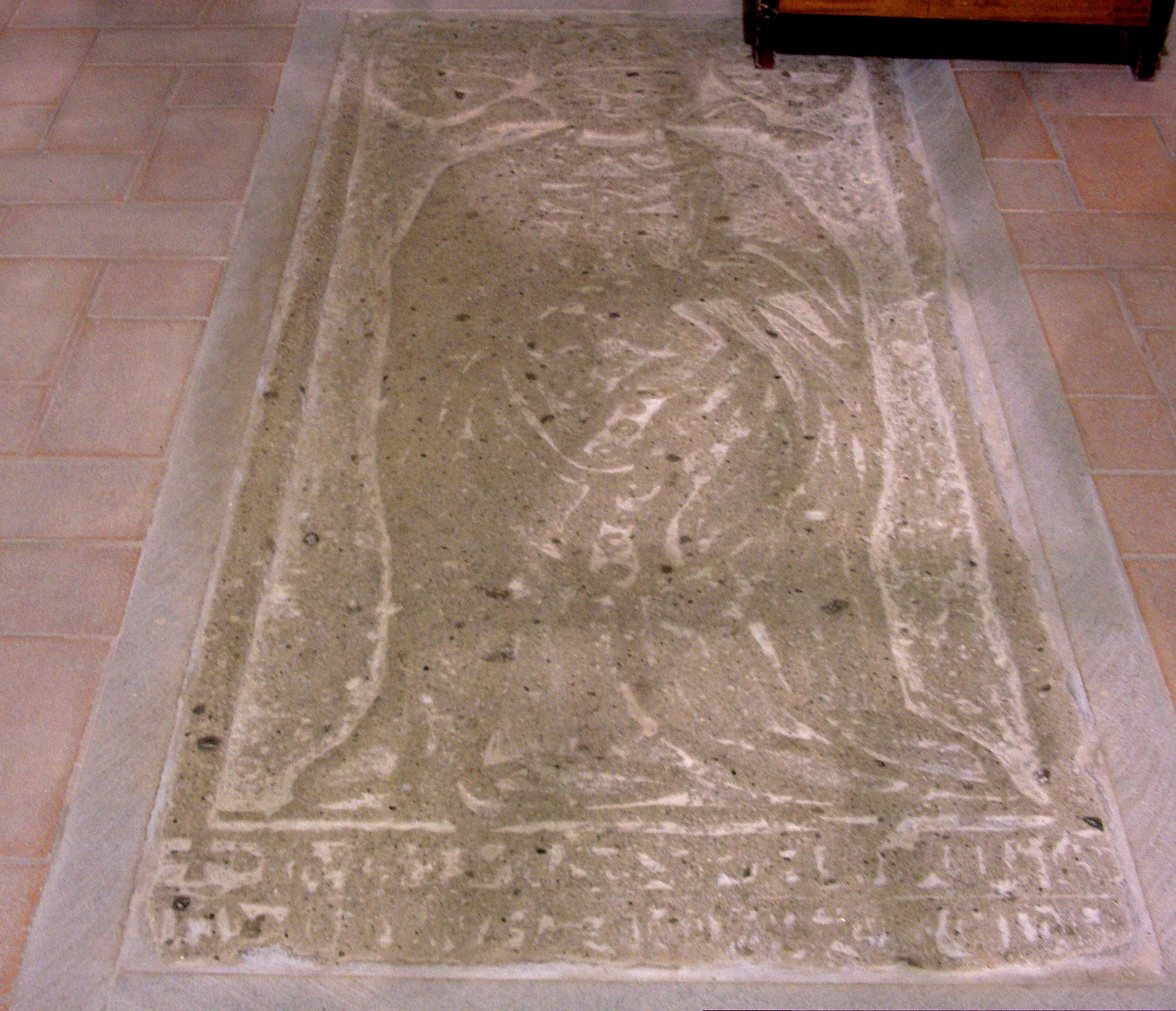
Grabplatte des Fugger

Est! Est!! Est!!! di Montefiascone ist ein italienischer Weiß- oder Schaumwein (Spumante) aus der Provinz Viterbo (Region Latium), der seit 1966 eine „kontrollierte Herkunftsbezeichnung“ (Denominazione di origine controllata – DOC) besitzt, die zuletzt am 7. März 2014 aktualisiert wurde.

## Geschichte

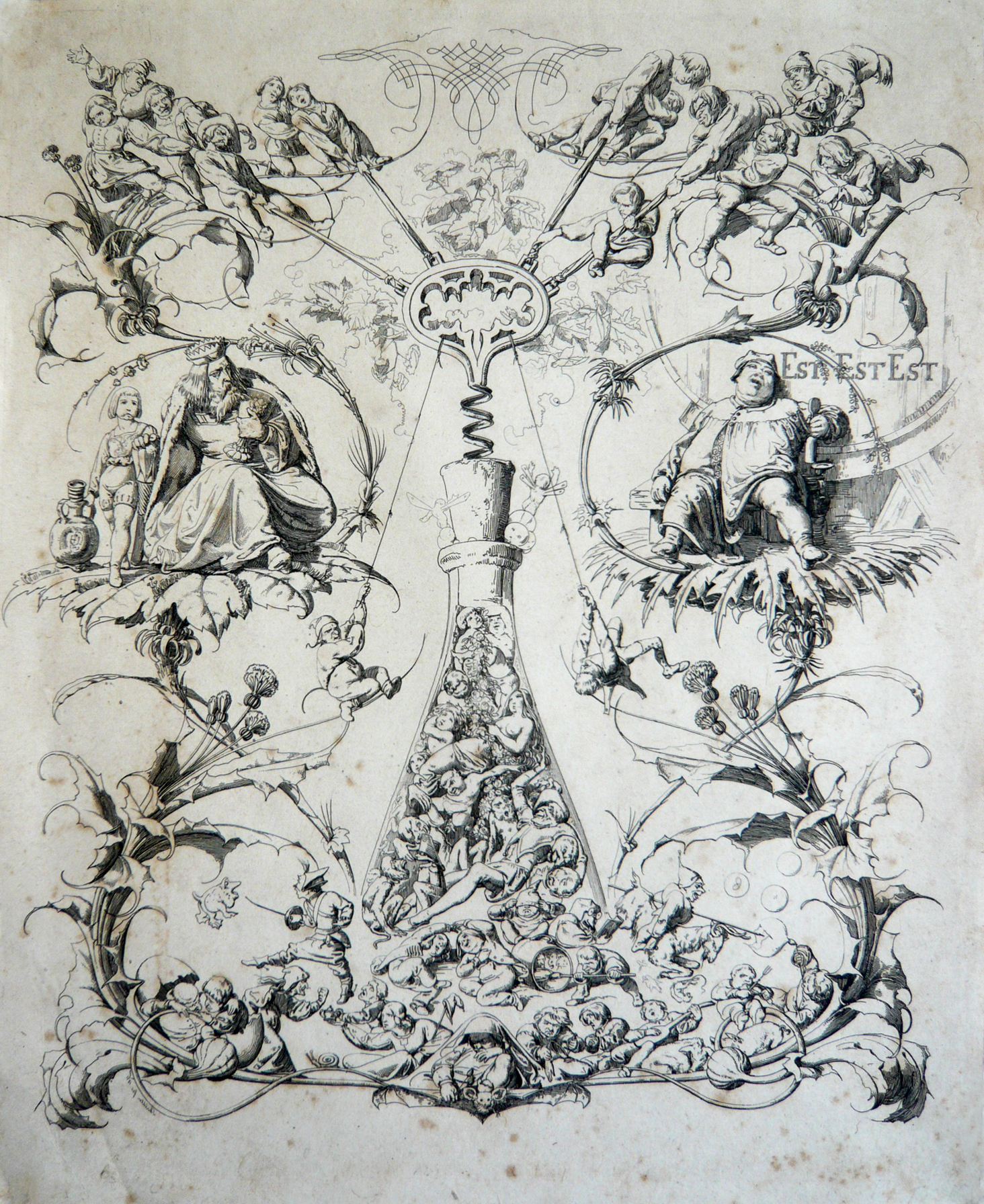
Est Est Est, Allegorie von Adolph Schroedter, 1851

Der Name heißt in der Übersetzung: „Es ist (hier)! Es ist (hier)!! Es ist (hier)!!!“ Der Überlieferung nach soll im Jahr 1111 ein deutscher Prälat namens Johannes Fugger auf seinem Weg nach Rom einen Diener vorausgeschickt und beauftragt haben, bei allen Gasthöfen mit gutem Wein das Wort „est“ an die Tür zu schreiben. Dem Diener schmeckte in Montefiascone der Wein so gut, dass er gleich dreimal „est“ anschrieb. Fugger, dessen Grabstein heute noch in der Kirche San Flaviano in Montefiascone gezeigt wird, trank sich an dem Wein zu Tode: Est est est pr(opter) nim(ium) est hic Jo(hannes) de Fu(kris) do(minus) meus mortuus est.
Während einiger Jahrhunderte jedenfalls wurde noch jährlich ein Fass des Weins auf dem Grab vergossen.

## Anbau
Angebaut wird er in den Gemeinden Montefiascone, Bolsena, San Lorenzo Nuovo, Grotte di Castro, Gradoli, Capodimonte und Marta. Das Weinbaugebiet liegt in der Nähe des Lago di Bolsena.
Im Jahr 2017 wurden von 331 Hektar Rebfläche 21.570 Hektoliter DOC-Wein erzeugt.

## Erzeugung
Neben dem trockenen Weißwein wird auch ein amabile und ein Schaumwein erzeugt sowie ein Wein mit dem Prädikat „Classico“. Die Denomination schreibt die Verwendung folgender Rebsorten vor:
- 50–65 % Trebbiano Toscano, lokal auch „Procanico“ genannt
- 25–40 % Trebbiano Giallo, lokal auch „Rossetto“ genannt
- 10–20 % Malvasia Bianca Lunga und/oder Malvasia del Lazio
- 0–15 % andere analoge, nicht-aromatische, Rebsorten, die für den Anbau in der Region Latium zugelassen sind, dürfen zugesetzt werden.

## Beschreibung
Laut Denomination:

### Est! Est!! Est!!! di Montefiascone
- Farbe: mehr oder weniger intensiv strohgelb
- Geruch: fein, charakteristisch, leicht aromatisch
- Geschmack: trocken oder halbtrocken oder lieblich, fruchtig, harmonisch, anhaltend mit leicht bitterer Note
- Alkoholgehalt: mindestens 10,5 Vol.-%, bei „Classico“ 11,5 Vol.-%
- Säuregehalt: mind. 4,5 g/l, bei „Classico“ 5,0 g/l
- Trockenextrakt: mind. 15,0 g/l

### Est! Est!! Est!!! di Montefiascone Spumante
- Perlage: fein und anhaltend
- Farbe: helles Strohgelb
- Geruch: angenehm mit charakteristischen Fruchtaromen
- Geschmack: trocken, fruchtig, leicht aromatisch
- Alkoholgehalt: mindestens 11,0 Vol.-%
- Säuregehalt: mind. 5,0 g/l
- Trockenextrakt: mind. 14,0 g/l

Der Wein sollte möglichst jung und bei einer Trinktemperatur von 8 bis 10 °C genossen werden.